# Arctium tomentosum
La bardana tomentosa (Arctium tomentosum)  es una especie de planta en la familia Asteraceae, originaria de Eurasia.

## Taxonomía
Arctium tomentosum fue descrita por primera vez por Philip Miller en 1768.

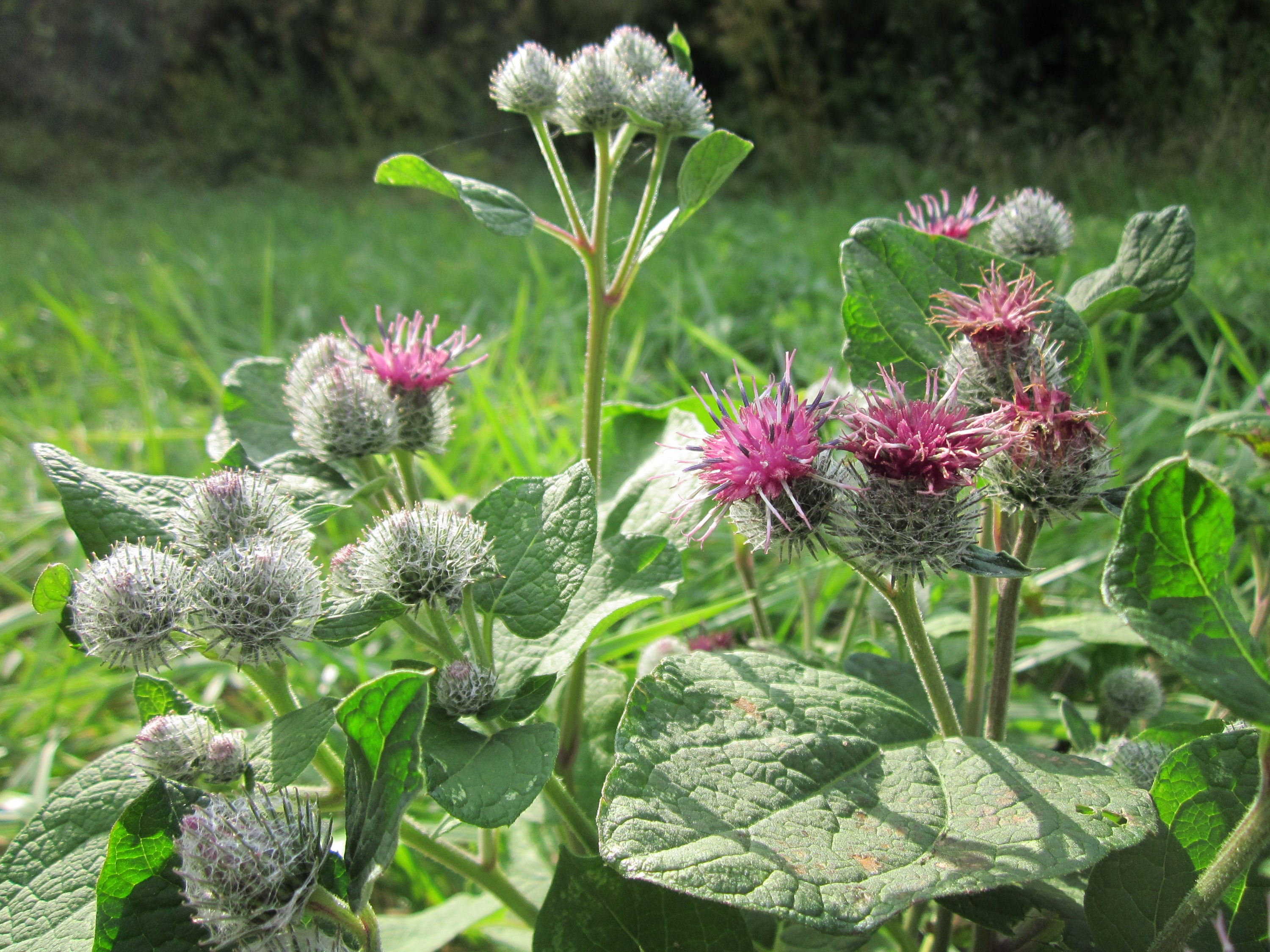
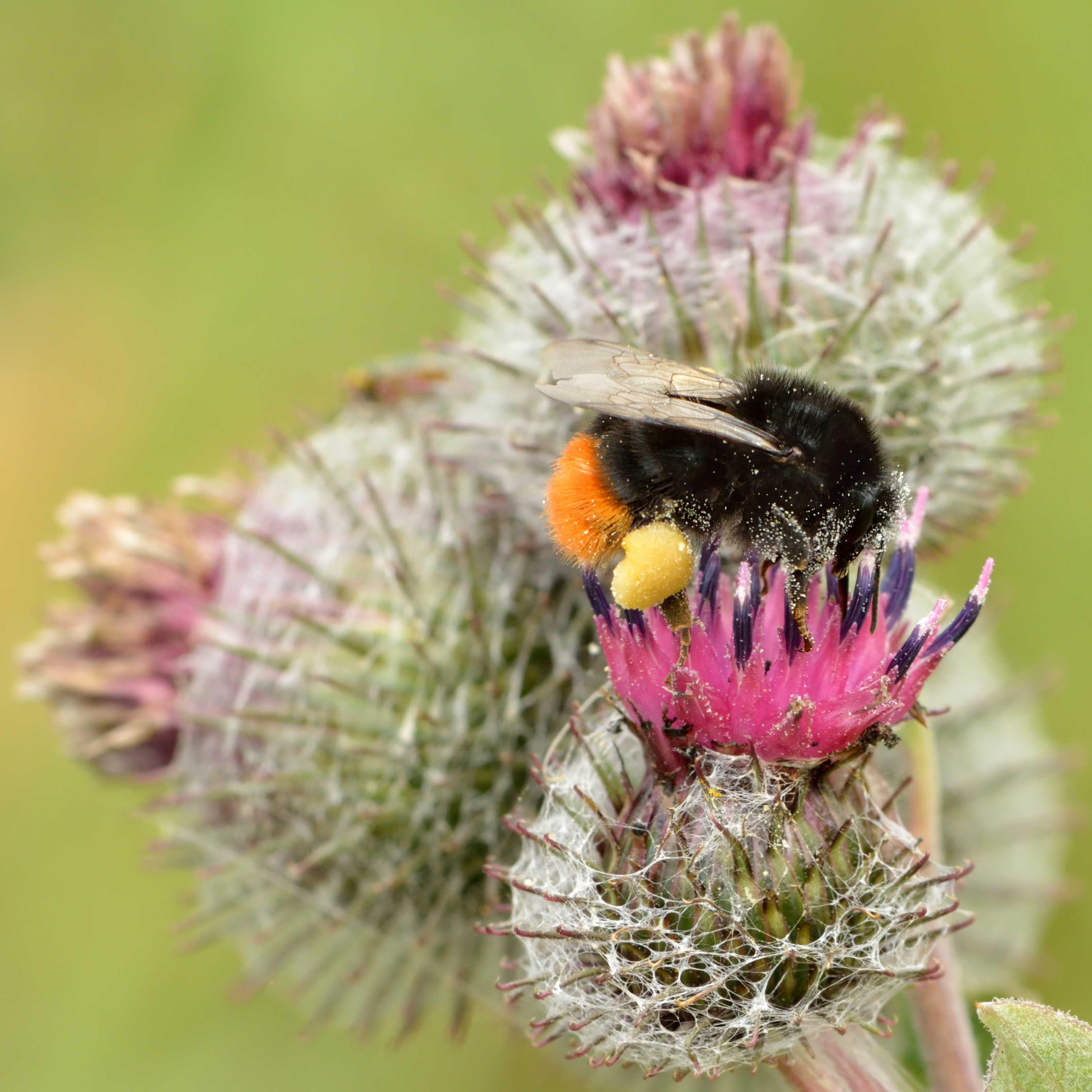
Arctium tomentosum
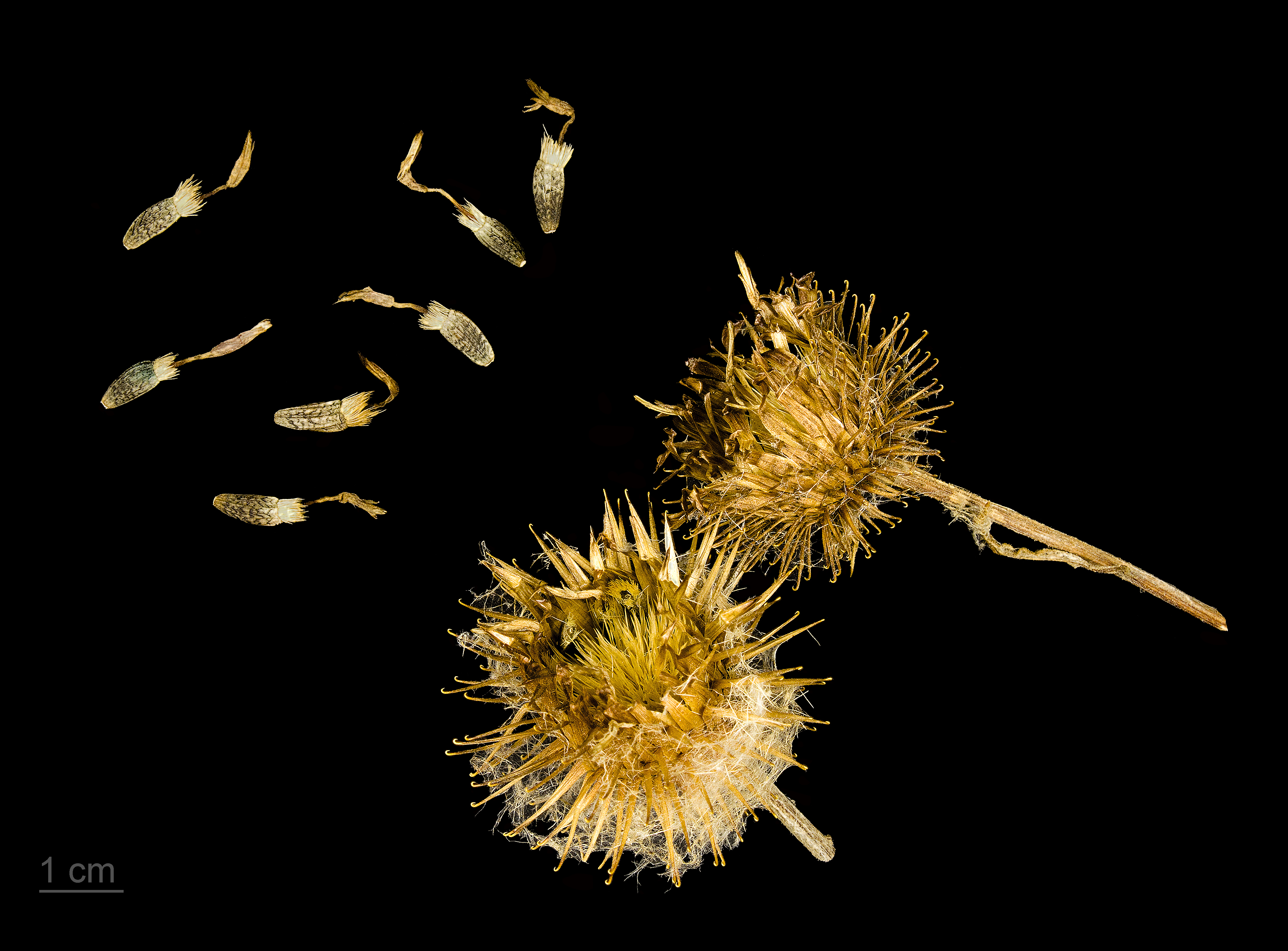
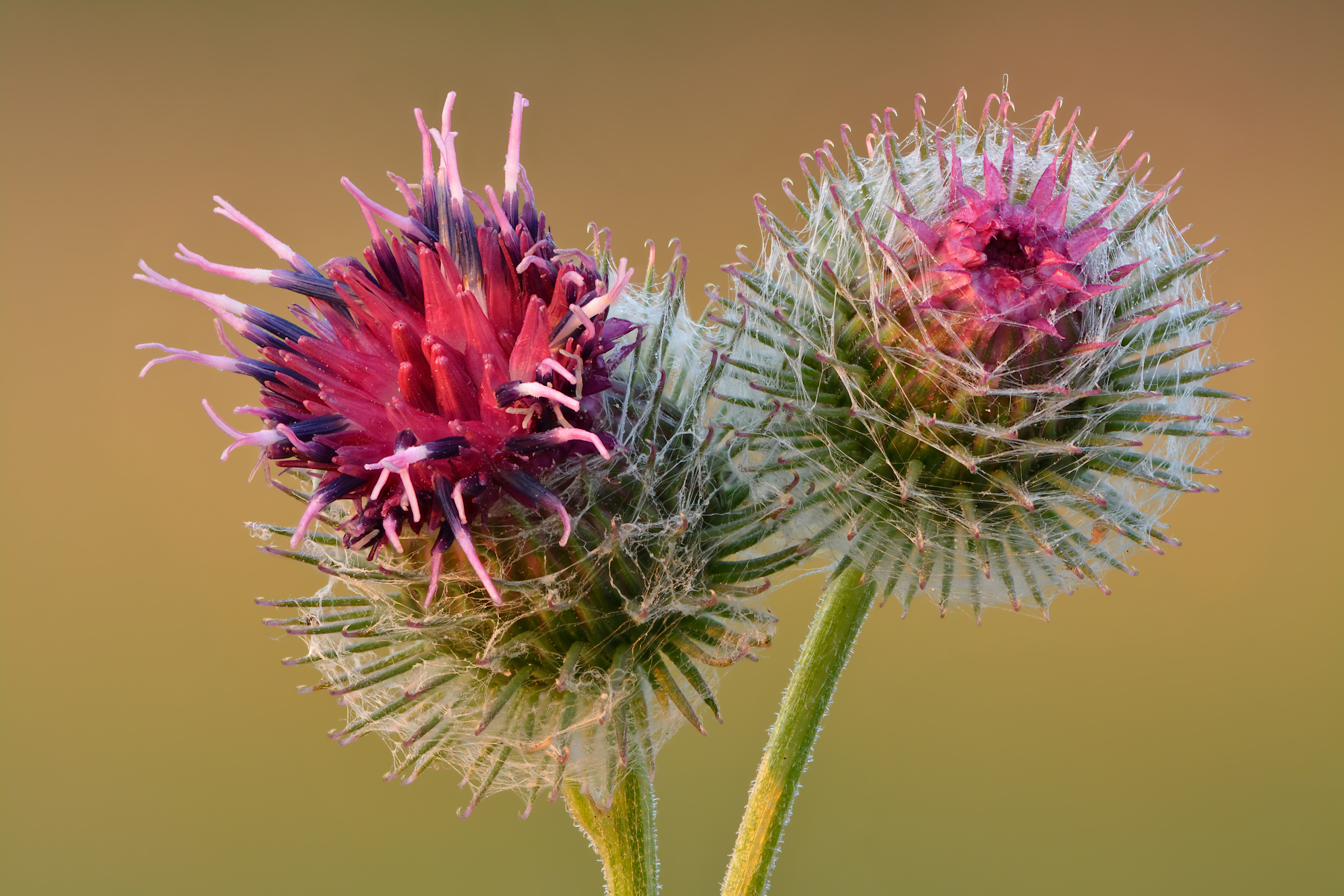